# Podział administracyjny Kościoła katolickiego w Argentynie
Podział administracyjny Kościoła katolickiego w Argentynie – w ramach Kościoła katolickiego w Argentynie odrębne struktury mają:
- Kościół katolicki obrządku łacińskiego (Kościół rzymskokatolicki)
- Katolickie Kościoły wschodnie:
  - Kościół katolicki obrządku bizantyjsko-ukraińskiego
  - Kościół katolicki obrządku ormiańskiego
  - Kościół maronicki
  - Kościół melchicki

## Obrządek łaciński

### Metropolia Bahía Blanca
- Archidiecezja Bahía Blanca
  - Diecezja Alto Valle del Río Negro
  - Diecezja Comodoro Rivadavia
  - Diecezja Río Gallegos
  - Diecezja San Carlos de Bariloche
  - Diecezja Santa Rosa
  - Diecezja Viedma
  - Prałatura terytorialna Esquel

### Metropolia Buenos Aires
- Archidiecezja Buenos Aires
  - Diecezja Avellaneda-Lanús
  - Diecezja Gregorio de Laferrère
  - Diecezja Lomas de Zamora
  - Diecezja Morón
  - Diecezja San Isidro
  - Diecezja San Justo
  - Diecezja San Martín
  - Diecezja San Miguel
  - Diecezja Quilmes

### Metropolia Córdoba
- Archidiecezja Córdoba
  - Diecezja Cruz del Eje
  - Diecezja Villa de la Concepción del Río Cuarto
  - Diecezja San Francisco
  - Diecezja Villa María
  - Prałatura terytorialna Deán Funes

### Metropolia Corrientes
- Archidiecezja Corrientes
  - Diecezja Goya
  - Diecezja Oberá
  - Diecezja Posadas
  - Diecezja Puerto Iguazú
  - Diecezja Santo Tomé

### Metropolia La Platy
- Archidiecezja La Platy
  - Diecezja Azul
  - Diecezja Chascomús
  - Diecezja Mar del Plata

### Metropolia Mendoza
- Archidiecezja Mendoza
  - Diecezja Neuquén
  - Diecezja San Rafael

### Metropolia Mercedes-Luján
- Archidiecezja Mercedes-Luján
  - Diecezja Merlo-Moreno
  - Diecezja Nueve de Julio
  - Diecezja Zárate-Campana

### Metropolia Paraná
- Archidiecezja Paraná
  - Diecezja Concordia
  - Diecezja Gualeguaychú

### Metropolia Resistencia
- Archidiecezja Resistencia
  - Diecezja Formosa
  - Diecezja San Roque de Presidencia Roque Sáenz Peña

### Metropolia Rosario
- Archidiecezja Rosario
  - Diecezja San Nicolás de los Arroyos
  - Diecezja Venado Tuerto

### Metropolia Salta
- Archidiecezja Salta
  - Diecezja Catamarca
  - Diecezja Jujuy
  - Diecezja Orán
  - Prałatura terytorialna Cafayate
  - Prałatura terytorialna Humahuaca

### Metropolia San Juan de Cuyo
- Archidiecezja San Juan de Cuyo
  - Diecezja La Rioja
  - Diecezja San Luis

### Metropolia Santa Fe
- Archidiecezja Santa Fe de la Vera Cruz
  - Diecezja Rafaela
  - Diecezja Reconquista

### Metropolia Tucumán
- Archidiecezja Tucumán
  - Diecezja Añatuya
  - Diecezja Concepción
  - Diecezja Santiago del Estero

### Diecezje podległebezpośredniodoStolicy Apostolskiej
- Ordynariat Polowy Argentyny

## Obrządek wschodni
- Ordynariat dla wiernych obrządku wschodniego[1]

## Obrządek ormiański
- Eparchia św. Grzegorza z Nareku w Buenos Aires

## Obrządek melchicki
- Egzarchat apostolski Argentyny

## Obrządek maronicki
- Eparchia San Charbel w Buenos Aires[2]

## Obrządek bizantyjsko-ukraiński
- Eparchia Santa María del Patrocinio w Buenos Aires[2]